# Zeheba marginata
Zeheba marginata är en fjärilsart som beskrevs av Wallker 1866. Zeheba marginata ingår i släktet Zeheba och familjen mätare. Inga underarter finns listade i Catalogue of Life.